# Орлов, Александр Игнатьевич
Александр Игнатьевич Орлов (26 мая 1918, с. Великая Виска—1994) — полковник Советской Армии, участник Великой Отечественной войны, Герой Советского Союза (1945).

## Биография
Александр Орлов родился 26 мая 1918 года в селе Великая Виска. После окончания девяти классов школы работал бухгалтером. В 1938 году Орлов был призван на службу в Рабоче-крестьянскую Красную Армию. С 1942 года — на фронтах Великой Отечественной войны. В 1944 году Орлов окончил артиллерийское училище.
К марту 1945 года гвардии старший лейтенант Александр Орлов командовал батареей 132-го гвардейского артиллерийского полка 60-й гвардейской стрелковой дивизии 5-й ударной армии 1-го Белорусского фронта. Отличился во время освобождения Польши. 21 марта 1945 года батарея Орлова одной из первых переправилась через Одер и приняла активное участие в боях за захват, удержание и расширение плацдарма на его западном берегу, отразив тринадцать немецких контратак. В критический момент боя Орлов поднял своих артиллеристов в атаку, отбросив противника.
Указом Президиума Верховного Совета СССР от 31 мая 1945 года за «образцовое выполнение боевых заданий командования и проявленные при этом мужество и героизм» гвардии старший лейтенант Александр Орлов был удостоен высокого звания Героя Советского Союза с вручением ордена Ленина и медали «Золотая Звезда» за номером 6707.
После окончания войны Орлов продолжил службу в Советской Армии. В 1956 году он окончил Военную артиллерийскую академию. В 1965 году в звании полковника Орлов был уволен в запас. Проживал и работал в Белгороде.
Скончался 26 марта 1994 года, похоронен на кладбище Ячнево Белгорода.
Был также награждён орденом Красного Знамени, двумя орденами Отечественной войны 1-й степени, орденом Красной Звезды и рядом медалей.
Именем А. И. Орлова названа улица в Белгороде.